# Caetano Izzo
Caetano Izzo (São Paulo, Brasil; 11 de mayo de 1897 - Marília, Brasil; 27 de mayo de 1973) fue un futbolista de Brasil que jugó en la posición de Delantero.

## Carrera

### Club
| Periodo   | Club             |
| --------- | ---------------- |
| 1914-1916 | Ruggerone FBC    |
| 1917-1921 | Palestra Italia  |
| 1922-1923 | EC São Bento     |
| 1924-1926 | Independência FC |

### Selección nacional
Jugó para Brasil en cuatro ocasiones en la Copa América 1917 donde anotó dos goles.

## Logros
- Campeonato Paulista (1): 1920